# Mr. Smith i Washington
Mr. Smith i Washington (engelska: Mr. Smith Goes to Washington) är en amerikansk dramakomedifilm från 1939 i regi av Frank Capra.
I huvudrollerna ses Jean Arthur, James Stewart och Claude Rains.

## Handling
Den naiva och idealistiska unge Jefferson Smith (James Stewart) utses av delstatens guvernör som efterträdare till en nyss avliden senator. Väl på plats i  Washington, D.C. tilldelas han den mer cyniska Clarissa Saunders (Jean Arthur) som assistent och Smith märker undan för undan att den politiska processen inte alls är så ädel som han hade trott. När Smith försöker ge bort mark till pojkscouterna som han lett innan han blev politiker så kommer han i direkt kamp mot den mäktigaste makthavaren i sin egen delstat, tidningsmannen Jim Taylor (Edward Arnold) som vill annat med samma mark. 
Smith tror sig ha en allierad i senator Paine (Claude Rains) från samma delstat och en vän till Smiths framlidne far, men denne visar sig snart inte vara så ärlig och tvingas samarbeta med Taylor och dennes politiska maskin för att svärta ner Smiths rykte och få denne utesluten från senaten. Innan han riskerar att bli utesluten från senaten håller Smith, med hjälp av Saunders, helt enligt senatens regelverk ett filibusteranförande, dvs att hålla ordet så länge som han orkar och framföra sin sak. Paine och andra senatorer försöker med kreativa regeltolkningar att stoppa honom, men senatens president (Harry Carey) håller på reglerna som Saunders lärt Smith.

## Rollista i urval
| Jean Arthur      | – Clarissa Saunders                     |
| James Stewart    | – senator Jefferson Smith               |
| Claude Rains     | – senator Joe Paine                     |
| Edward Arnold    | – Jim Taylor                            |
| Guy Kibbee       | – guvernör Hopper                       |
| Thomas Mitchell  | – Diz Moore                             |
| Eugene Pallette  | – Chick McGann                          |
| Beulah Bondi     | – Smiths mor                            |
| H.B. Warner      | – majoritetsledaren                     |
| Harry Carey      | – USA:s vicepresident (senatens talman) |
| Astrid Allwyn    | – Susan Paine                           |
| Ruth Donnelly    | – Mrs. Hopper                           |
| Grant Mitchell   | – senator McPherson                     |
| Porter Hall      | – senator Monroe                        |
| Pierre Watkin    | – minoritetsledaren                     |
| Charles Lane     | – Nosey, reporter                       |
| William Demarest | – Bill Griffith                         |

## Om filmen
Filmen nominerades till 11 Oscars, bland annat Bästa film, Bästa regissör och Bästa skådespelare (James Stewart). Den vann en, för bästa original-manus.
Filmen har ett starkt budskap för demokratins grundvalar vilket ledde till att nazisterna förbjöd filmen i då ockuperade Frankrike. Den blev också attackerad som en antiamerikansk och prokommunistisk film när den släpptes i USA, för dess behandling av korruption i den demokratiska processen i USA.

## Eftermäle
År 1989 valdes filmen ut för att bevaras i National Film Registry av USA:s kongressbibliotek då den anses vara ”kulturellt, historiskt eller estetiskt betydelsefull”.

### I populärkultur
Avsnittet Mr. Spritz Goes to Washington i den animerade tv-serien Simpsons är löst baserat på denna film.